# Beate Hasselmann
Beate Schmolke-Hasselmann (Pseudonym: Varda Hasselmann; * 19. Juni 1946 in Brake/Unterweser) ist eine Esoterik-Autorin. Sie bezeichnet sich als „Trance-Medium“ und ist Autorin einer „Seelenlehre“.

## Leben
Beate Hasselmann wuchs in Norddeutschland auf und lebte ab 1960 in Mailand. Sie studierte in Erlangen, Würzburg und Göttingen und promovierte 1978 über König Artus. Nach zwölfjähriger Tätigkeit als Hochschulassistentin in Göttingen machte sie sich als „Trancemedium“ beruflich selbstständig.

## „Seelenlehre“
Ab 1983 entwickelte sie zusammen mit ihrem Ehemann Frank Schmolke eine „Seelenlehre“, die auf Kontakten mit einer „transpersonalen Wesenheit“ namens „Die Quelle“ beruhe. Ihr Ehemann führe sie in eine „Wach-Tieftrance“, in der sie von der „Quelle“ Antworten auf Fragen über die Seele erhalte. Die „Seelenlehre“ verbreiteten sie in einer Reihe von Büchern und Veranstaltungen, auch über die gemeinsame Firma Septana.
Dieser Lehre zufolge habe jeder Mensch neben seinem Körper einen Geist, eine Psyche und eine Seele. Die Seele sei ewig, in einer Astralwelt beheimatet und Emanation des Göttlichen, aber zugleich auch nur ein vereinzeltes Fragment der großen „Seelenfamilie“. Jede Seele habe ein individuelles „Seelenmuster“, das aus 49 „Archetypen“ zusammengesetzt sei. Sie durchlaufe mittels Reinkarnation zwangsläufig stets denselben „Inkarnationsweg“ aus 5 „Zyklen“ mit je 7 „Erkenntnis-Stufen“.
Wenngleich Schmolke-Hasselmann sich von Esoterik abgrenzen will, finden sich in ihrer „Seelenlehre“ viele Versatzstücke aus diversen spirituellen Strömungen. Das Bild von seelischen Archetypen geht ansatzweise auf das Buch Messages from Michael der amerikanischen Science-Fiction-Autorin Chelsea Quinn Yarbro zurück.

## Filmische Dokumentation
- Interview mit Varda Hasselmann

## Schriften
Unter dem Namen Beate Schmolke-Hasselmann:
- Der arthurische Versroman von Chrestien bis Froissart: zur Geschichte e. Gattung (Dissertation) Tübingen 1977, ISBN 3-484-52083-3
- Chanson de Guillaume (Hrsg. und Übersetzung), München 1983, ISBN 3-7705-2159-5

Unter dem Namen Varda Hasselmann:
- Welten der Seele, Goldmann, München 1993, ISBN 3-442-12196-5
- Archetypen der Seele, Goldmann, München 1993, ISBN 3-442-21516-1
- Weisheit der Seele, Goldmann, München 1995, ISBN 3-442-12262-7
- Die Seele der Papaya, Goldmann, München 1999, ISBN 3-442-21522-6
- Varda Hasselmann und Ellinor Jensen: Lebenszeit und Ewigkeit, Gespräche über Alter und Sterben O.W. Barth, Bern/München 2000, ISBN 3-502-61035-5
- Die Seelenfamilie, Goldmann, München 2001, ISBN 3-442-21529-3
- Wege der Seele, Goldmann, München 2002, ISBN 3-442-21625-7
- Seelenelixiere, Goldmann, München 2006, ISBN 3-442-21749-0
- Aus lauter Liebe, Eigenverlag München, 2008
- Archetypen der Angst, Goldmann, München 2009, ISBN 978-3-442-21890-5
- Aus lauter Liebe: Sieben heilsame Geschichten, Goldmann, München 2013, ISBN 978-3-442-22048-9
- Die Seelenwaage, Goldmann, München 2015, ISBN 978-3-442-22116-5
- Junge Seelen – Alte Seelen, Goldmann, München 2016, ISBN 978-3-442-34194-8
- Medialität und Trance, Goldmann, München 2020, ISBN 978-3-442-34272-3